# Morten Thrane Brünnich
Morten (ou Martin) Thrane Brünnich (30 septembre 1737, Copenhague - 19 septembre 1827) est un zoologiste et un minéralogiste danois.

## Biographie
Fils d'un peintre spécialisé dans les portraits Andreas Brunnich, il étudie tout d'abord les langues orientales et la théologie. Mais, après avoir lu des œuvres de Carl von Linné, il s'oriente bientôt vers l'histoire naturelle.
Il participe à Danske Atlas (1763-1781) d'Erik Pontoppidan (1698-1764) en fournissant des observations d'insectes. Après avoir pris en charge les collections d'histoire naturelle de Christian Fleischer et du conseiller Thott, il s'oriente vers l'ornithologie et publie en 1763, Ornithologia Borealis, la première faune aviaire arctique, dans laquelle de nombreuses espèces sont décrites pour la première fois. Il y décrit les espèces rapportées par Fleischer de la presqu'île de Boothia. La même année il fait paraître un livre d'entomologie et un traité sur les eiders.
Brünnich entretient une correspondance avec de nombreux naturalistes étrangers dont Carl von Linné, Peter Simon Pallas et Thomas Pennant.
Il publie son Entomologia en 1763. Il entame alors un long périple en Europe, et étudie notamment les poissons de la mer Méditerranée, des mines en Cornouailles et en Hongrie. Il publiera le résultat de ses observations en 1768 sous le titre d’Icthyologia Massiliensis.
À son retour, Brünnich occupe un poste de lecteur d'histoire naturelle et d'économie à l'université de Copenhague. Il y fonde un muséum  d'histoire naturelle et écrit un manuel scolaire, les Zoologiae fundamenta. Il consacre la fin de sa vie à la minéralogie.

## Liste partielle des publications
- Prodromus insectologiæ Siælandicæ. Kopenhagen 1761.
- Die natürliche Historie des Eider-Vogels. Kopenhagen 1763.
- Eder-Fuglens Beskrivelse. Kopenhagen 1763.
- Tillæg til Eder-Fuglens Beskrivelse. Kopenhagen 1763.
- Entomologia. Godiche, Kopenhagen 1764.
- Ornithologia borealis. Kall & Godiche, Kopenhagen 1764.
- Ichthyologia Massiliensis. Roth & Proft, Kopenhagen, Leipzig 1768.
- Appendix to Cronstedt's Mineralogy. London 1772.
- Zoologiæ fundamenta praelectionibus academicis accommodata. Pelt, Kopenhagen 1771/72.
- Mineralogie. Simmelkiær & Logan, Kopenhagen, St. Petersburg 1777-81.
- Dyrenes Historie og Dyre-Samlingen ud Universitetes Natur-Theater. Kopenhagen, 1782.
- Literatura Danica scientiarum naturalium. Kopenhagen, Leipzig 1783.
- Catalogus bibliothecæ historiæ naturalis. Kopenhagen 1793.
- Historiske Efterretninger om Norges Biergverker. Kopenhagen 1819.
- Kongsberg Sölvbergwerk i Norge. Kopenhagen 1826.

## Source
- Barbara Mearns et Richard Mearns, Biographies for Birdwatchers: The Lives of Those Commemorated in Western Palearctic Bird Names, Londres, Academic Press, 1988,  XX + 490 p.  (ISBN 0-12-487422-3)